# Caudiel
Caudiel – gmina w Hiszpanii, w prowincji Castellón, we wspólnocie autonomicznej Walencja, o powierzchni 62,38 km². W 2011 roku liczyła 739 mieszkańców.